# Diana Miloslavich
Diana Miriam Miloslavich Túpac (Huancayo, 20 marzo 1953) è una politica e attivista peruviana, ministra della donna e della popolazione vulnerabile dal febbraio all'agosto 2022.

## Biografia
Diana Miloslavich nacque a Huancayo il 20 marzo 1953. Si laureò presso la Scuola professionale di letteratura della facoltà di lettere e scienze umane dell'Università nazionale maggiore di San Marcos. Successivamente conseguì un master in letteratura peruviana e latinoamericana e un dottorato in scienze sociali presso la stessa università.
Durante il suo lavoro al Centro Flora Tristan incontrò Maria Elena Moyano nel distretto di Villa El Salvador. Fu portavoce della campagna "Somos la Mitad queremos Paridad sin acoso" (Siamo la Metà vogliamo Parità senza molestie).

### Ministra della Donna
Dopo la sua nomina come ministra della donna, Willax Televisión trasmise sui social network e nel programma televisivo Beto a saber condotto da Beto Ortiz, una fotografia di Diana Miloslavich insieme a Raida Condor, attivista per i diritti umani e madre uno degli studenti uccisi nel massacro di La Cantuta, affermando che si trattava di Iris Yolanda Quiñonez Colchado, membro del Sendero Luminoso. Ciò che venne definito come falsa notizia. Dopo ciò, Willax ritirò la pubblicazione. Il difensore civico si pronunciò chiedendo una rettifica da parte della rete televisiva.

## Pubblicazioni
- María Elena Moyano. Perú, en busca de una esperanza (coordinatrice, 1992)[8]
- Literatura de Mujeres, Una mirada desde el feminismo (2012)[9]
- Feminismo y Sufragio 1933-1956 (2015)
- El Acoso Político en el Perú: Una mirada de los procesos electorales (coautrice, 2016)
- Flora Tristán: Peregrinaciones de una paria en el Perú (2019)[10]
- Genero, Paridad y Gestión de Riesgo de desastres (2019)